# 17歳からのメッセージ
『17歳からのメッセージ』（17さいからのメッセージ）は、大阪経済大学が高等学校の生徒を対象に募集、表彰を実施している随筆のコンクールである。このコンクールは「高大連携」の一環として、2002年の大阪経済大学創立70周年を控えた2001年に第一回が実施された。
読売新聞大阪本社の記者が審査をおこない、結果発表も同紙上にてなされる。

## 第1回
| タイトル                   | 学校                             | 名前       |
| -------------------------- | -------------------------------- | ---------- |
| 本当の私                   | 八洲学園高等学校(大阪府)         | 中嶋ひと美 |
| 夢が目標に変わった時       | 岡山県立総社南高等学校(岡山県)   | 佐藤友紀   |
| 言葉にしなかった本当の心   | 明石市立明石商業高等学校(兵庫県) | 横山沙織   |
| 知られざる娘の一面         | 愛媛県立今治北高等学校(愛媛県)   | 黒部佳奈   |
| 手の平                     | 横浜雙葉高等学校(神奈川県)       | 辻玲花     |
| 提言一21世紀の社会について | 千甲国際学園高等部               | 水堂大輔   |